# Tegostoma subterminalis
Tegostoma subterminalis là một loài bướm đêm trong họ Crambidae.